# Fioralba Cakoni
Fioralba Cakoni é uma matemática albanesa-estadunidense, especialista em teoria do espalhamento inverso. É professora de matemática da Universidade Rutgers.

## Formação e carreira
Cakoni obteve o bacharelado e o mestrado na Universidade de Tirana em 1987 e 1990, respectivamente. Obteve um doutorado em 1996, em parceria entre a Universidade de Tirana e a Universidade de Patras, orientada por George Dassios, com a tese Some Results on the Abstract Wave Equation. Problems of the Scattering Theory in Elasticity and Thermoelasticity in Low-Frequency.
Foi lecturer na Universidade de Tirana e então, de 1998 a 2000, foi pesquisadora com uma bolsa da Fundação Alexander von Humboldt na Universidade de Stuttgart. Seguiu para os Estados Unidos para pesquisas adicionais de pós-doutorado na Universidade de Delaware em 2000, onde permaneceu como professora assistente a partir de 2002. Foi para a Universidade Rutgers em 2015.

## Livros
Cakoni é autora ou co-autora de:
- Qualitative Methods in Inverse Scattering Theory (com David Colton,  Springer, 2006)[3]
- The Linear Sampling Method in Inverse Electromagnetic Scattering (com David Colton e Peter Monk, Society for Industrial and Applied Mathematics, 2011)[4]
- A Qualitative Approach to Inverse Scattering Theory (com David Colton, Springer, 2014)[5]
- Inverse Scattering Theory and Transmission Eigenvalues (com David Colton e Houssem Haddar, Society for Industrial and Applied Mathematics, 2016)

## Reconhecimento
Cakoni foi incluída na classe de 2019 de fellows da American Mathematical Society "por contribuições para a análise de equações diferenciais parciais, especialmente na teoria de espalhamento inverso".